# Betania (Antioquia)
Pour les articles homonymes, voir Betania.
Betania est une municipalité située dans le département d'Antioquia, en Colombie.